# Pusa
Pusa é um gênero de focas da família Phocidae. Este gênero foi recentemente separado do Phoca.

## Espécies
- Pusa caspica Gmelin, 1788 - Foca-do-Cáspio
- Pusa hispida (Schreber, 1775) - Foca-anelada
- Pusa sibirica Gmelin, 1788 - Nerpa ou foca-do-baikal